# セントジョージ島 (アラスカ州)

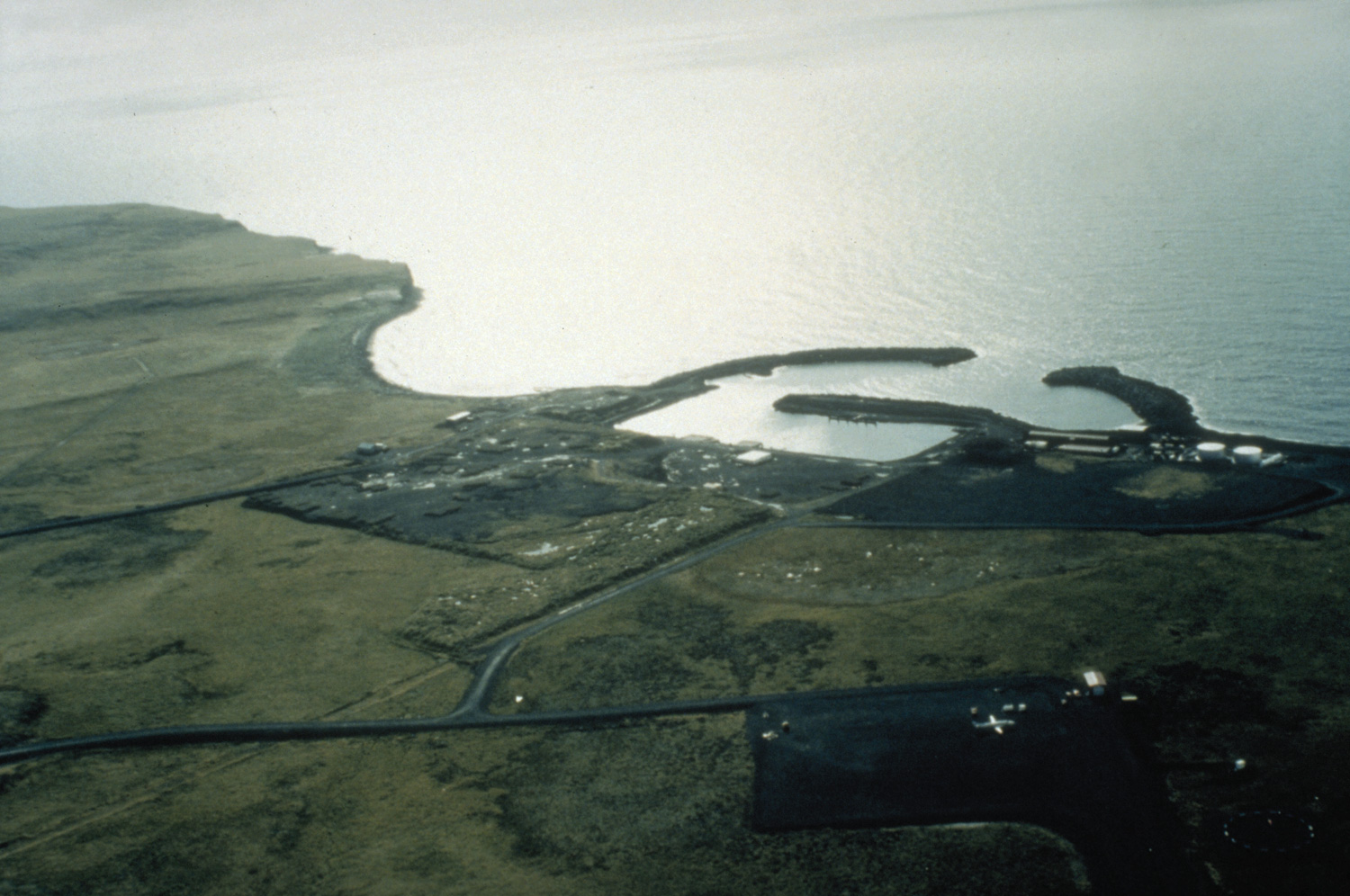
セントジョージの航空写真

セントジョージ島（英語: St. George Island）は、アラスカ州のプリビロフ諸島の島。ベーリング海上にあり、面積は90km2、人口は100人程度。自治体はセント・ジョージのみである。
この島は1786年6月25日にキタオットセイの繁殖地を探していたガブリール・プリビロフによって発見された。島の名前はプリビロフの載っていた船の名を冠してつけられた。セントジョージ島はプリビロフが発見した最初の島であった。

## 参照
- St. George Island: Blocks 1043 thru 1068, Census Tract 1, Aleutians West Census Area, Alaska United States Census Bureau

1. ↑  “Pribilof Islands Restoration Project Historical Overview”.  NOAA (2005年11月10日). 2009年1月22日閲覧。

座標: 北緯56度35分00秒 西経169度35分00秒 / 北緯56.58333度 西経169.58333度